# Rumunsko na Letních olympijských hrách 1976
Rumunsko se účastnilo Letní olympiády 1976 v kanadském Montréalu. Zastupovalo ho 157 sportovců (103 mužů a 54 žen) v 11 sportech.

## Medailisté
| Medaile | Jméno | Sport                | Soutěž                       |
| ------- | --- | -------------------- | ---------------------------- |
| Zlato   | Vasile Dîba | Kanoistika           | K-1 500 m                    |
| Zlato   | Nadia Comaneciová | Sportovní gymnastika | Ženy víceboj jednotlivci     |
| Zlato   | Nadia Comaneciová | Sportovní gymnastika | Ženy kladina                 |
| Zlato   | Nadia Comaneciová | Sportovní gymnastika | Ženy bradla                  |
| Stříbro | Simion Cuțov | Box                  | Lehká váha do 60 kg          |
| Stříbro | Mircea Șimon | Box                  | Váha těžká do 81 kg          |
| Stříbro | Gheorghe Danielov Gheorghe Simionov | Kanoistika           | C-2 1000 m                   |
| Stříbro | Teodora Ungureanu | Sportovní gymnastika | Ženy kladina                 |
| Stříbro | Nadia Comaneciová Teodora Ungureanu Mariana Constantin Anca Grigoraș Gabriela Trușcă Georgeta Gabor | Sportovní gymnastika | Družstvo žen víceboj         |
| Stříbro | Cornel Penu Gabriel Kicsid Cristian Gațu Ghiță Licu Radu Voina Roland Guneš Ștefan Birtalan Adrian Cosma Constantin Tudosie Nicolae Munteanu Werner Stöckl Mircea Grabovschi Cezar Drăgăniță Alexandru Fölker | Házená               | Turnaj mužů                  |
| Stříbro | Gheorghe Berceanu | Zápas                | muži řecko-římský do 48 kg   |
| Stříbro | Nicu Gângă | Zápas                | muži řecko-římský do 52 kg   |
| Stříbro | Ștefan Rusu | Zápas                | muži řecko-římský do 68 kg   |
| Bronz   | Gheorghe Megelea | Atletika             | Muži hod oštěpem             |
| Bronz   | Victor Zilberman | Box                  | Váha lehká střední do 76 kg  |
| Bronz   | Alec Năstac | Box                  | Váha střední do 75 kg        |
| Bronz   | Costică Dafinoiu | Box                  | Váha polotěžká do 81 kg      |
| Bronz   | Vasile Dîba | Kanoistika           | K-1 1000 m                   |
| Bronz   | Larion Serghei Policarp Malihin | Kanoistika           | C-2 1000 m                   |
| Bronz   | Alexandru Nilca Ioan Pop Dan Irimiciuc Corneliu Marin Marin Mustata | Šerm                 | Družstvo mužů šavle          |
| Bronz   | Dan Grecu | Sportovní gymnastika | Muži kruhy                   |
| Bronz   | Teodora Ungureanu | Sportovní gymnastika | Ženy kladina                 |
| Bronz   | Nadia Comaneciová | Sportovní gymnastika | Ženy prostná                 |
| Bronz   | Ioana Tudoranová Felicia Afrasiloaiaová Elena Giurcaová Maria Micsaová Elisabeta Lazărová | Veslování            | Ženy párová čtyřka           |
| Bronz   | Roman Codreanu | Zápas                | muži řecko-římský nad 100 kg |
| Bronz   | Stelian Morcov | Zápas                | muži volný styl do 90 kg     |
| Bronz   | Ladislau Şimon | Zápas                | muži volný styl nad 100 kg   |